# ديفيد هكس
ديفيد ماثيو هكس (ولد في 7 اغسطس 1975) أسترالي الجنسية تدرب في معسكر الفاروق بتنظيم القاعدة في 2001. احتجزته الولايات المتحدة الأمريكية في معتقل غوانتانامو حتي 2007 بعد أن كان أول من أُدين تحت أعمال اللجان العسكرية للولايات المتحدة الأمريكية في 2006. ولقت نتيجة محاكمته والنظام الذي أنشئ حديثًا في إطار القانون الذي تمت محاكمته به والأدلة المقدمة ضده انتقادات واسعة النطاق والكثير من الجدل السياسي.
تحول هكس للإسلام في عام 1999 وغير اسمه إلي محمد داود، تم القبض عليه في أفغانستان في ديسمبر 2001 بواسطة التحالف الشمالي وبيع إلى جيش الولايات المتحدة بمكافأة قدرها ألف دولار، وتم نقله إلي غوانتنامو بعد اعتباره عدو مقاتل للولايات المتحدة الأميركية، وقد ادعي أنه عذب هناك. وجهت ضده أول التهم في 2004 بواسطة اللجان العسكرية المنشئة حديثًا بأمر رئاسي، وقد أسقطت المحكمة العليا تلك الادعاءات في 2006 وأقرت بعدم دستورية نظام اللجان العسكرية.
وأعيد نظام اللجان العسكرية بأمر الكونغرس الأمريكي. وأعيدت الاتهامات ضد هكس في فبراير 2007 أمام لجنة جديدة تخضع للنظام الجديد. وفي الشهر التالي اتهم هكس وفقًا لتفاهم مسبق مع عقد السلطة القاضية سوزان جي كرافورد، وقدم التماس للإدانة بتهمة أًضيفت حديثا وهي «تقديم دعم مادي للإرهاب». وقد عزت لجنة الدفاع عنه قبوله تلك التهمة نظرًا «لعدم وجود أمل له في الخروج من غونتنامو».
عاد هكس إلى أستراليا في ابريل 2007 ليقضي الثمانية أشهر الباقيين من حكم بسبع سنوات، وفي تلك الفترة منع من الاتصال بالإعلام ووجهت انتقادات لتأخير إطلاق سراحه بعد انتخابات 2007 الأسترالية. رئيس الادعاء الأسبق بالبنتاجون الكولونيل موريس دايفس زعم أنه كان هناك تدخل سياسي من إدارة بوش الأميركية وحكومة هاورد الأسترالية، وأضاف أيضا أن هكس كان يجب ألا يقاضى.
أكمل هكس مدة عقوبته في سجن اديلايد وقد أطلق سراحه تحت المراقبة في 29 ديسمبر 2007، وانتهت المراقبة في ديسمبر 2008
وتزوج من ابنة عمه التي كانت على علاقة حب به واستمرت لأكثر من 8 سنوات حتى خروجه من السجن.

## تركه الإسلام
تخلى هكس عن إيمانه خلال السنوات الأولى من اعتقاله في غوانتنامو. في يونيو 2006، زعم معظم بيك، وهو بريطاني كان محتجزًا أيضًا في خليج غوانتانامو ولكن أُطلق سراحه في عام 2005، في كتابه، العدو المقاتل: رحلة مسلم بريطاني إلى غوانتانامو وعودته، أن هيكس قد تخلى عن معتقداته الإسلامية، و كان قد نُدد به من قبل زميل له، عثمان الحربي، لعدم احترامه الشعائر الإسلامية. وهذا ما أكده أيضًا محاميه العسكري الرائد مايكل موري، الذي رفض الإفصاح عن سبب عدم عودة هيكس إلى الإسلام، قائلاً إنها قضية شخصية.